# 와시오 레이나
와시오 레이나(일본어: 鷲尾 伶菜, 1994년 1월 20일 ~ )는 일본의 가수, 댄서, 패션 모델이며, Flower, E-girls의 멤버이다.
사가현 출신. LDH 소속.

## 내력
가수가 된다고 하는 꿈을 이루기 위해 고교를 중퇴하고 본가의 미용실을 도우며 레슨을 다녔다.
2011년, 《VOCAL BATTLE AUDITION 3》의 보컬 부문에서 합격해 Flower의 멤버가 된다. 그 후, E-girls의 멤버가 되어 메인 보컬을 맡고, 아티스트 사진이나 TV에서 악곡 피로 시에는 센터를 맡고 있다.

## 서적

### 잡지
- LARME (2015년 11월호 ~ 2016년, 토쿠마 쇼텐) - 레귤러 모델